# LI народно събрание
Петдесет и първото народно събрание (LI НС) е обикновено народно събрание на Република България, което се сформира след предсрочните парламентарни избори на 27 октомври 2024 година. Първото му заседание започва на 11 ноември и продължава няколко седмици, заради невъзможността да се избере председател. Наталия Киселова е избрана за председател на Народното събрание на 6 декември 2024 година.

## Проучвателни мандати

### Първи мандат
На 15 януари 2025 г. президентът Румен Радев връчва мандат за съставяне на правителство на номинирания за кандидат за премиер от ГЕРБ-СДС – Росен Желязков, който незабавно връща изпълнен мандат и на 16 януари парламентът избира правителството на Росен Желязков.

## Избор на председател
Подобно на предходните три парламента, LI народно събрание не успява да избере председател в първия ден на заседанията си, 11 ноември, като този път кризата продължава необичайно дълго. Тъй като съгласно Конституцията председател и заместник-председатели трябва да бъдат избрани още на първото заседание, чрез поредица от прекъсвания то е продължено на поредица от дати: 11 ноември, 13 ноември, 15 ноември, 20 ноември, 22 ноември, 27 ноември, 29 ноември, 4 декември, 5 декември и 6 декември 2024 година. В хода на тези сесии броят на кандидатите за председател постепенно намалява, но нито един от тях не успява да получи изискваното мнозинство от половината плюс един от гласувалите.

## Ръководството
| Длъжност              | Народен представител | Парламентарна група |
| --------------------- | -------------------- | ------------------- |
| Председател           | Наталия Киселова     | БСП – ОЛ            |
| Заместник-председател | Рая Назарян          | ГЕРБ – СДС          |
| Заместник-председател | Атанас Атанасов      | ПП – ДБ             |
| Заместник-председател | Цончо Ганев          | Възраждане          |
| Заместник-председател | Драгомир Стойнев     | БСП – ОЛ            |
| Заместник-председател | Хайри Садъков        | ДПС – ДПС           |
| Заместник-председател | Николета Кузманова   | Има такъв народ     |
| Заместник-председател | Радостин Василев     | МЕЧ                 |
| Заместник-председател | Юлиана Матеева       | Величие             |

## Постоянни комисии
- Комисия по бюджет и финанси
- Комисия по конституционни и правни въпроси
- Комисия по икономическа политика и иновации
- Комисия по енергетика
- Комисия по регионална политика, благоустройство и местно самоуправление
- Комисия по външна политика
- Комисия по европейските въпроси и контрол на европейските фондове
- Комисия по отбрана
- Комисия по вътрешна сигурност и обществен ред
- Комисия за контрол над службите за сигурност, прилагането и използването на специалните разузнавателни средства и достъпа до данните по Закона за електронните съобщения
- Комисия по земеделието, храните и горите
- Комисия по труда и социалната политика
- Комисия по образованието и науката
- Комисия по въпросите на младежта и спорта
- Комисия по здравеопазването
- Комисия по околната среда и водите
- Комисия по транспорт и съобщения
- Комисия по електронно управление и информационни технологии
- Комисия по културата и медиите
- Комисия за прякото участие на гражданите, жалбите и взаимодействието с гражданското общество
- Комисия по правата на човека и вероизповеданията
- Комисия по политиките за българите извън страната
- Комисия по превенция и противодействие на корупцията
- Комисия по туризъм
- Комисия по демографската политика, децата и семейството

## Основни закони
- 31 януари 2025: Промени в Закона за вероизповеданията – във връзка със спора за регистрацията на Българската православна старостилна църква е въведена забрана официалните наименования на вероизповедания освен Българската православна църква – Българска патриаршия да съдържат думата „православна“, както и производни или сходни думи.[2]

## Вот на недоверие
| 3 април 2025    |      |    |        |       |
| външна политика |      |    |        |       |
| Партия          | Общо | За | Против | Възд. |
| ГЕРБ – СДС      | 66   | 0  | 66     | 0     |
| ПП – ДБ         | 0    | 0  | 0      | 0     |
| Възраждане      | 33   | 33 | 0      | 0     |
| ДПС - НН        | 29   | 0  | 29     | 0     |
| БСП - ОЛ        | 19   | 0  | 19     | 0     |
| ДПС - ДПС       | 19   | 0  | 19     | 0     |
| ИТН             | 17   | 0  | 17     | 0     |
| МЕЧ             | 11   | 11 | 0      | 0     |
| Величие         | 10   | 10 | 0      | 0     |
| Общо            | 204  | 54 | 150    | 0     |

| 17 април 2025        |      |    |        |       |
| борба срещу корупция |      |    |        |       |
| Партия               | Общо | За | Против | Възд. |
| ГЕРБ – СДС           | 66   | 0  | 66     | 0     |
| ПП – ДБ              | 0    | 0  | 0      | 0     |
| Възраждане           | 33   | 33 | 0      | 0     |
| ДПС - НН             | 28   | 0  | 28     | 0     |
| БСП - ОЛ             | 19   | 0  | 19     | 0     |
| ДПС - ДПС            | 19   | 19 | 0      | 0     |
| ИТН                  | 17   | 0  | 17     | 0     |
| МЕЧ                  | 11   | 11 | 0      | 0     |
| Величие              | 9    | 9  | 0      | 0     |
| Общо                 | 202  | 72 | 130    | 0     |